# San Andrés Itzapa
San Andrés Itzapa är en kommunhuvudort i Guatemala.   Den ligger i departementet Departamento de Chimaltenango, i den sydvästra delen av landet, 40 km väster om huvudstaden Guatemala City. San Andrés Itzapa ligger 1 842 meter över havet och antalet invånare är 18 647.
Terrängen runt San Andrés Itzapa är kuperad. Runt San Andrés Itzapa är det tätbefolkat, med 591 invånare per kvadratkilometer. Närmaste större samhälle är Chimaltenango, 5,3 km nordost om San Andrés Itzapa. I omgivningarna runt San Andrés Itzapa växer huvudsakligen savannskog.